# Cranidium
Cranidium – część ciała trylobitów.

Głowa trylobita

Cranidum obejmuje głowę z wyjątkiem wolnych części policzków (librigenae). W jego skład wchodzą osiowa glabella oraz fixigenae. Po bokach jego granice wyznaczają szwy twarzowe (suturae faciales), wzdłuż których następowało pękanie oskórka podczas wylinki zwierzęcia.